# Hylaeonympha magoi
Hylaeonympha magoi é uma espécie de libelinha da família Coenagrionidae.
É endémica da Venezuela.